# Miss You / Hohoemi no Saku Basho
Pour les articles homonymes, voir Miss You.
Singles de AAA
Niji
(2012) Party it up
(2013)
Miss You / Hohoemi no Saku Basho est le 35esingle du groupe AAA sorti sous le label Avex Trax le 23 janvier 2013 au Japon. Il arrive 3e à l'Oricon. Il se vend à 39 831 exemplaires la première semaine et reste classé 3 semaines pour un total de 44 972 exemplaires vendus en tout durant cette période. Il sort en format CD, CD+DVD, et CD mu-mo.
Miss You et Hohoemi no Saku Basho se trouvent sur l'album Eight Wonder.

## Liste des titres
| 1. | Miss You                                                                               |  |
| 2. | Hohoemi no Saku Basho (ほほえみの咲く場所)                                             |  |
| 3. | AAA 2012 SINGLE MEGA MIX (777 ~We can sing a song!~ - SAILING - Still Love You - Niji) |  |
| 4. | Miss You (Instrumental)                                                                |  |
| 5. | Hohoemi no Saku Basho (Instrumental) (ほほえみの咲く場所)                              |  |

| 1. | Miss You                                                  |  |
| 2. | Hohoemi no Saku Basho (ほほえみの咲く場所)                |  |
| 3. | Miss You (Instrumental)                                   |  |
| 4. | Hohoemi no Saku Basho (Instrumental) (ほほえみの咲く場所) |  |

| 1. | Miss You (Clip Vidéo) |  |
| 2. | Miss You (Making Of)  |  |

| 1. | Miss You                                      |  |
| 2. | Hohoemi no Saku Basho (ほほえみの咲く場所)    |  |
| 3. | Think about AAA 7th Anniversary ～season 23～ |  |

| 1. | Miss You                                      |  |
| 2. | Hohoemi no Saku Basho (ほほえみの咲く場所)    |  |
| 3. | Think about AAA 7th Anniversary ～season 24～ |  |